# Piazza Giovanni Paolo II
Die Piazza Giovanni Paolo II, deutsch: Papst-Johannes-Paul-II.-Platz liegt zwischen dem Lateran-Palast, dem Hauptsitz der römischen Bistumsverwaltung, und der Nordfassade der Lateransbasilika in Rom (Italien). Bislang gehörte dieses Teilstück zur Piazza San Giovanni in Laterano.
Die Piazza Giovanni Paolo II wurde im April 2013 in Anwesenheit von Papst Franziskus eingeweiht.